# Gliese 163
Gliese 163 är en ensam stjärna i norra delen av stjärnbilden Svärdfisken. Den har en skenbar magnitud av ca 11,79 och kräver ett kraftfullt teleskop  för att kunna observeras. Baserat på parallax enligt Gaia Data Release 3 på ca 66,07 mas beräknas den befinna sig på ett avstånd av ca 49,3 ljusår (ca 15,1 parsec) från solen. Den rör sig bort från solen med en heliocentrisk radialhastighet av ca 58 km/s.

## Egenskaper
Gliese 163 är en röd dvärgstjärna i huvudserien av spektralklass M3.5 V, Den har en massa av ca 0,41 solmassa, en radie av ca 0,41 solradie och utsänder energi från dess fotosfär motsvarande ca 0,022 gånger solen vid en effektiv temperatur av ca 3 500 K. Den har en långsam rotation med en projicerad rotationshastighet på 0,85 km/s och har en rotationsperiod på 61 dygn.

## Planetsystem
I september 2012 tillkännagav astronomer som använder HARPS-instrumentet upptäckten av två exoplaneter som kretsar kring Gliese 163. Den första planeten, Gliese 163 b, är en superjord eller minineptunus med en omloppsperiod på 9 dygn, därför alldeles för varm för att anses beboelig. Gliese 163 c, med en omloppsperiod på 26 dygn och en minimimassa på 6,9 jordmassor, ansågs dock potentiellt befinna sig i stjärnans beboeliga zon, även om den är varmare än jorden, med en temperatur på 60 °C. Den har en excentricitet som uppskattas till cirka 0,03, vilket ger den en ganska cirkulär bana. Bevis hittades också för en tredje planet som kretsar längre ut än c och b.
I juni 2013 drogs slutsatsen att minst tre planeter kretsar kring stjärnan med en fjärde planet som en möjlighet, och i ett dokument som skickades till arXiv i juni 2019 redovisades den och en annan planet, vilket gav systemet totalt fem planeter.
| Planet | Massa             | Halv storaxel (AE) | Siderisk omloppstid (d) | Excentricitet    | Inklination | Radie |
| ------ | ----------------- | ------------------ | ----------------------- | ---------------- | ----------- | ----- |
| b      | ≥9,9 ± 2,3 M🜨     | 0,060 +0,005−0,006 | 8,6312 ± 0,0021         | 0,02 +0,12−0,02  | -           | -     |
| c      | ≥7,6 +2,9−2,3 M🜨  | 0,124 +0,010−0,013 | 25,637 ± 0,042          | 0,03 +0,18−0,03  | -           | -     |
| f      | ≥6,9 ± 4,4 M🜨     | 0,326 +0,027−0,034 | 109,5 +1,6−1,4          | 0,04 +0,023−0,04 | -           | -     |
| e      | ≥13,6 +8,2−6,5 M🜨 | 0,700 ± 0,066      | 349 ± 10                | 0,03 +0,25−0,03  | -           | -     |
| d      | ≥20,2 ± 7,6 M🜨    | 1,021 +0,088−0,118 | 604 ± 24                | 0,02 +0,022−0,02 | -           | -     |